# .pa
.pa је највиши Интернет домен државних кодова за Панаму.